# HP Integral PC

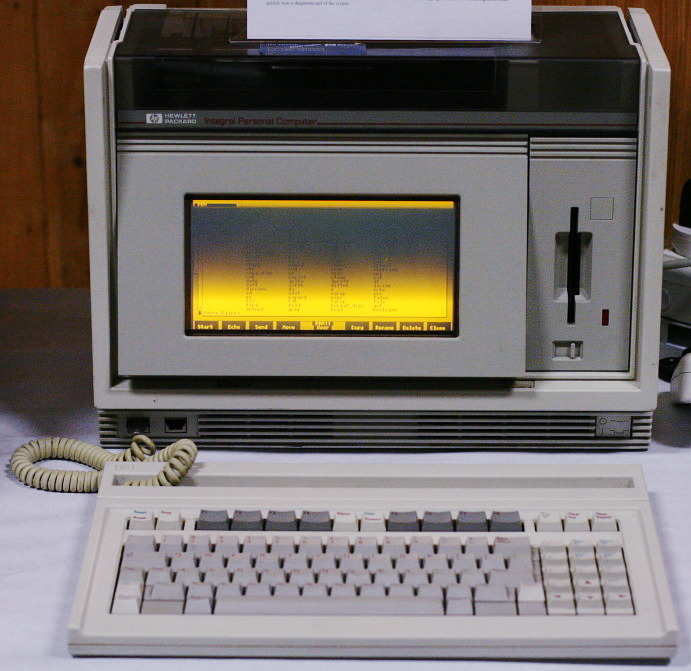
HP Integral PC

L'HP Integral PC (o HP 9807A) è una workstation Unix portabile prodotta dalla Hewlett-Packard e lanciata sul mercato nel 1985. 
Basato su un microprocessore Motorola 68000 (operante alla frequenza di 8 Mhz), esegue un sistema operativo HP-UX.

## Hardware

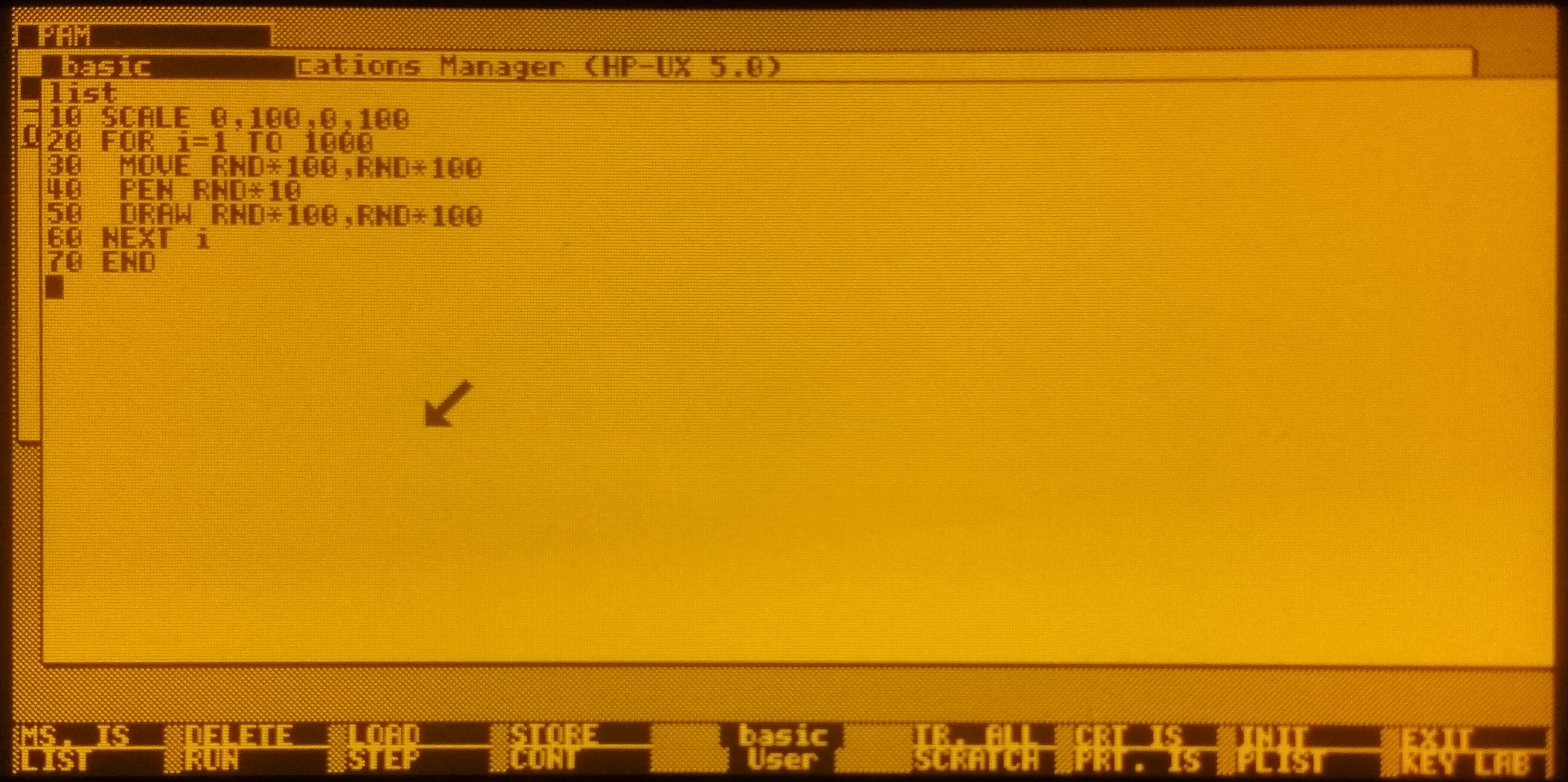
Display dell' HP Integral PC

L'HP Integral PC è un computer portabile dotato di un display elettroluminescente color ambra da 9 pollici e con una risoluzione pari a 512×255 pixel o 80×28 caratteri. 
L'unità incorpora sia un lettore di floppy disk da 3.5" con capacità di 710 kB che una stampante a getto d'inchiostro HP ThinkJet.
La capacità di memoria standard è di 256 kB di memoria ROM e 512 kB di memoria RAM espandibile a 1.5 MB.
Sono presenti gli slot di espansione ed un bus HP-IB.